# Chiesa di San Giacomo Apostolo (Gaeta)
La chiesa di san Giacomo Apostolo, originariamente di San Giacomo di Terra Rossa, è un luogo di culto cattolico di Gaeta situato nel quartiere di Porto Salvo, lungo via della Indipendenza; è sede dell'omonima parrocchia, retta dal clero diocesano dell'arcidiocesi di Gaeta, e della locale fraternità dell'Ordine francescano secolare.

## Storia
Il Borgo di Gaeta sorse lungo la costa del golfo al di fuori delle mura della città nell'VIII secolo, nell'area successivamente denominata "Castello" e "Borgo Vecchio"; nei secoli successivi si sviluppò notevolmente sia in direzione di Formia che fino a tutta l'area di Montesecco e della Mangona, raggiungendo la sua massima estensione alla metà del XV secolo. Nell'area meridionale del centro abitato, a metà dell'attuale corso Cavour, vi era una chiesa dedicata a san Sergio la cui presenza è attestata in un documento del 1375 facente parte del Codex diplomaticus cajetanus. Su di essa insisteva l'omonima parrocchia che a partire dal 1600 venne provvisoriamente spostata nella non lontana chiesa di Santa Maria di Torre d'Oria (situata nei pressi di porta Carlo III) a causa del degrado in cui versava l'edificio, non senza disagi per la popolazione.
Nel 1529 esisteva in contrada "all'Arco" lungo la strada principale del Borgo (l'attuale via della Indipendenza) un ospedale destinato all'accoglienza dei pellegrini dedicato a san Giacomo il Maggiore e detto "di Terra Rossa", dal colore del terreno rinvenuto durante gli scavi per le sue fondazioni, e per distinguerlo dalle altre tre chiese dedicate all'apostolo Giacomo il Maggiore che si trovavano rispettivamente lungo via Angioina (San Giacomo degli Spagnoli, attualmente dedicata alla Natività di Maria e detta chiesa dell'Ulivo), nei pressi della cattedrale (San Giacomo degli Italiani) e nella contrada "Spiaggia" (San Giacomo di Galizia). Nel 1559 cominciarono nella stessa area i lavori per la costruzione di una chiesa parrocchiale per volere del vescovo Pedro Lunello; dopo un'iniziale battuta d'arresto ripresero nel 1565 e nel 1571 venne istituita l'omonima parrocchia. Divenuta insufficiente per l'accresciuta popolazione, nel 1605 la chiesa venne ampliata grazie ai finanziamenti del magistrato pubblico di Gaeta; tra il 1707 e il 1711 (fino alla costruzione della nuova chiesa parrocchiale propria dedicata ai santi Apostoli) la parrocchia di San Sergio venne ospitata nella chiesa di San Giacomo di Terra Rossa.
Nel 1725 con i suoi 2261 abitanti la parrocchia di San Giacomo risultava la più popolosa delle quattro del Borgo. Nel corso dell'assedio di Gaeta del 1734 a breve distanza dalla chiesa si stabilì una batteria spagnola, motivo per cui l'edificio venne quasi totalmente distrutto dai colpi inferti dalla difesa napoletana; i lavori di ricostruzione si protrassero per diversi anni, tanto che nel 1742 risultavano giunti alla fase conclusiva anche se non ancora portati a termine, e si basarono sull'impianto architettonico precedente. Nel 1807 venne rasa al suolo per motivi militari la chiesa dei Santi Apostoli e la sua parrocchia annessa a quella di San Giacomo. Nel 1810 per volere del vicario generale canonico Giuseppe Iannitti furono portati in San Giacomo alcuni arredi provenienti dalle chiese di Santa Caterina d'Alessandria e di San Montano, ambedue situate dentro le mura della città e sconsacrate nel 1809 in seguito alla soppressione dei relativi monasteri femminili: dalla prima due acquasantiere, dalla seconda l'altare maggiore con la relativa balaustra, e un'altra acquasantiera. Nel 1823 si trasferì in San Giacomo la locale fraternità dell'Ordine francescano secolare che in precedenza aveva avuto la sua sede presso la chiesa di San Francesco.

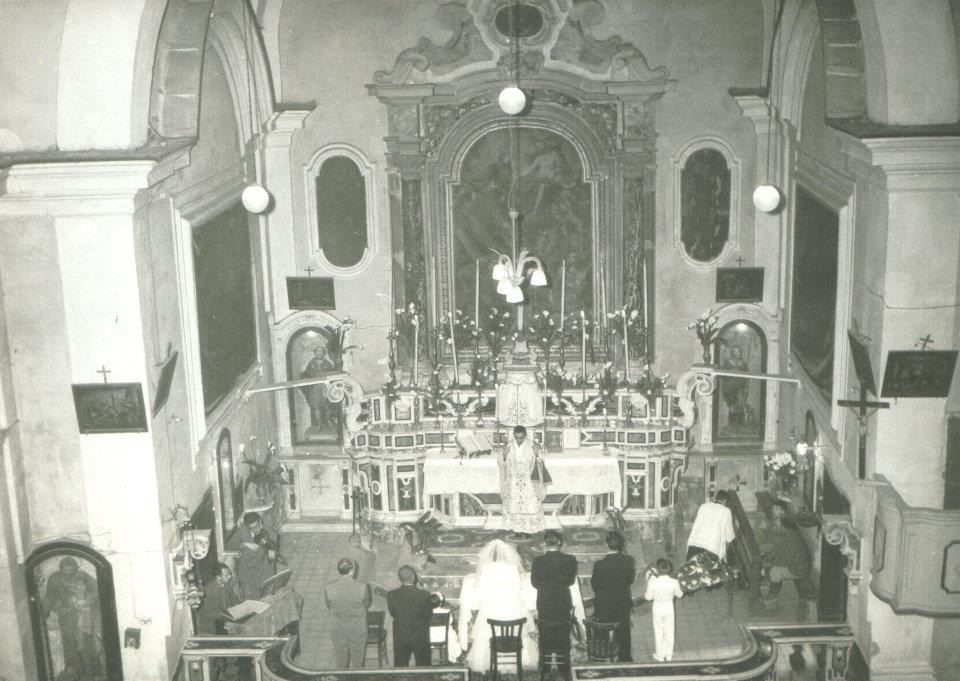
Abside e presbiterio prima dell'ampliamento del 1955-1957

Nel corso della seconda guerra mondiale la chiesa di San Giacomo fu nuovamente danneggiata (in particolare l'altare maggiore) e successivamente ristrutturata. Nel 1954 il parroco Paolo Capobianco ideò un ampliamento dell'edificio che ebbe luogo tra il 1955 e il 1957: vennero demolite la parete di fondo dell'abside quadrangolare barocca e la coeva facciata insieme alla cantoria con l'ottocentesco coro ligneo dei terziari francescani e il coevo organo a canne; furono in loro luogo edificati in stile moderno su disegno di Antonio Petrilli in collaborazione con Pasquale Marabotto, una nuova abside (che andò ad aggiungersi a quella già esistente ed accolse l'altare maggiore e la balaustra barocchi), un nuovo prospetto su via della Indipendenza; inoltre le lesene in stucco che scandivano le pareti della navata furono rivestite con lastre di pietra scura. La chiesa, ampliata, venne dedicata dall'arcivescovo Dionigi Casaroli il 21 dicembre 1957. Negli anni successivi la chiesa fu arricchita di arredi anch'essi di gusto moderno e di un organo a canne della ditta Mascioni. Nel 1970 venne costruito il campanile a vela. Nel 1993-1995 venne condotto un nuovo intervento di restauro che provvide alla rimozione di parte delle decorazioni moderne, alla sostituzione delle lesene con nuove scanalate in marmo bianco e alla creazione della nuova area presbiterale. Un nuovo restauro conservativo venne effettuato nel 2010 con il rifacimento dell'intonaco interno divenuto color crema e del pavimento in lastre di marmo.

## Descrizione

### Esterno

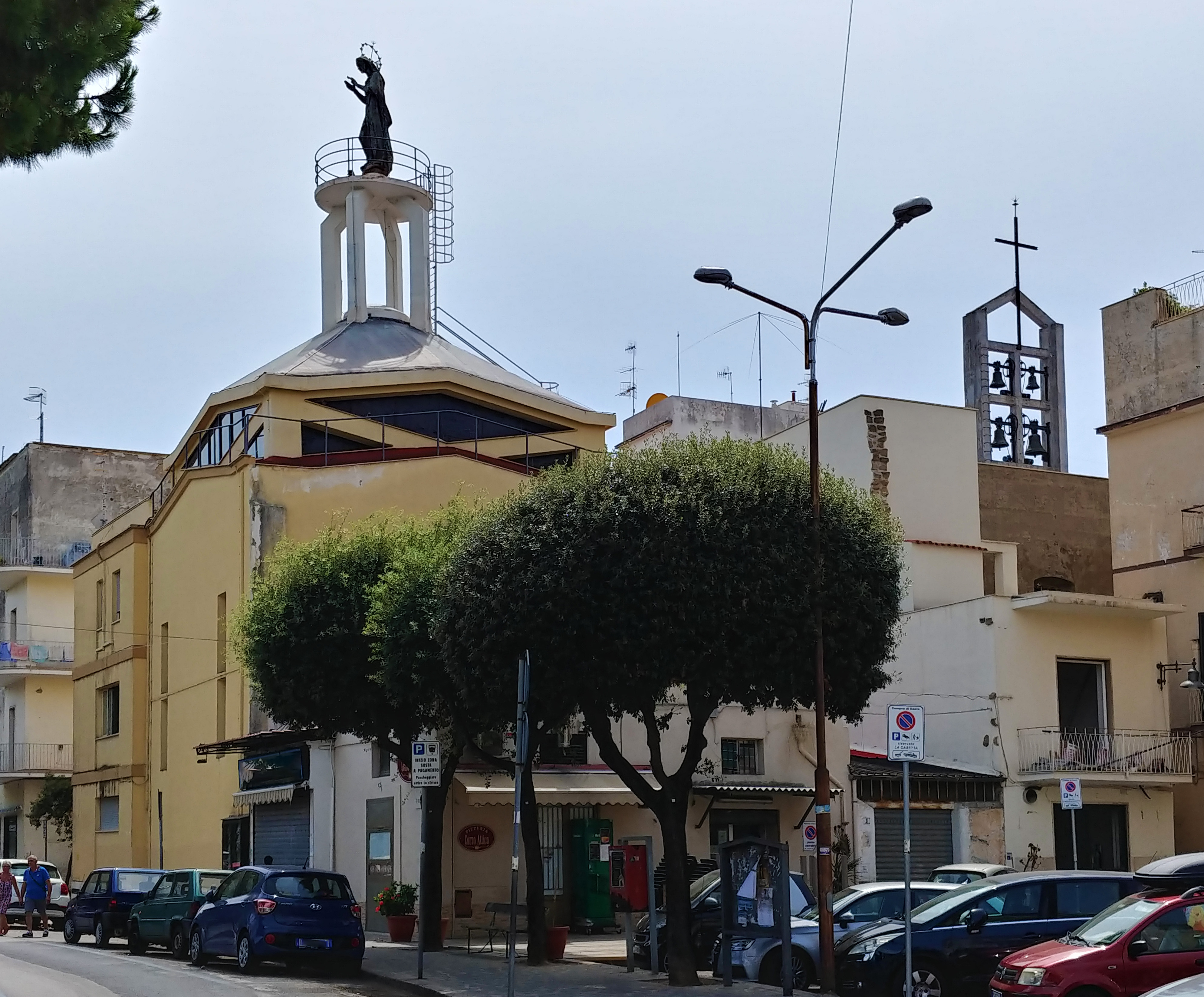
Abside e campanile

La facciata della chiesa dà su via della Indipendenza ed è stata costruita in stile moderno nel 1955-1957 su progetto di Antonio Petrilli in collaborazione con Pasquale Marabotto. Il prospetto settecentesco era privo di elementi decorativi e presentava un unico portale centrale con semplice cornice marmorea e tre finestre, una più ampia collocata in alto al centro, due più piccole ai lati dell'ingresso che davano luce al di sotto della cantoria. La facciata attuale è in mattoncini rossi con elementi strutturali in calcestruzzo armato intonacato di bianco; il suo coronamento è piatto e nella parte superiore si apre una grande finestra a lunetta semicircolare che segue l'andamento interno della volta a botte della navata ed incornicia la parte centrale del prospetto, dove si aprono una finestra a forma di croce e l'unico portale con protiro geometrico aggettante anch'esso in calcestruzzo armato, che termina in alto con un doppio spiovente; tale area è incorniciata ai lati da due strette finestre. Le vetrate policrome della facciata sono opera di János Hajnal e raffigurano la Chiamata dei primi discepoli (Mc 1,16-20). Il portale bronzeo è opera di Angelo Sabbatani e presenta un'ampia sezione esagonale che si congiunge al pavimento con una rettangolare più stretta; è decorato con sei tondi a bassorilievo raffiguranti Scene della vita di San Giacomo.
Lungo la fiancata destra della chiesa, in prossimità della facciata si eleva il moderno campanile a vela del 1970 in calcestruzzo armato; esso accoglie un concerto di quattro campane con ornamenti anch'essi di Angelo Sabbatani. La parte posteriore della chiesa, che dà verso il golfo su via Giuseppe Buonomo, è caratterizzata dalla moderna abside quadrangolare, anch'essa realizzata nel 1955-1957 dagli stessi autori della facciata. La sua copertura a spiovente a otto spicchi è sormontata da una semplice lanterna a base circolare sulla cui piattaforma apicale (realizzata in un secondo momento) trova luogo la statua bronzea della Madonna Immacolata del Sabbatani, messa in opera il 2 agosto 1959, alta 3,80 m e dal peso di circa 1 t.

### Interno

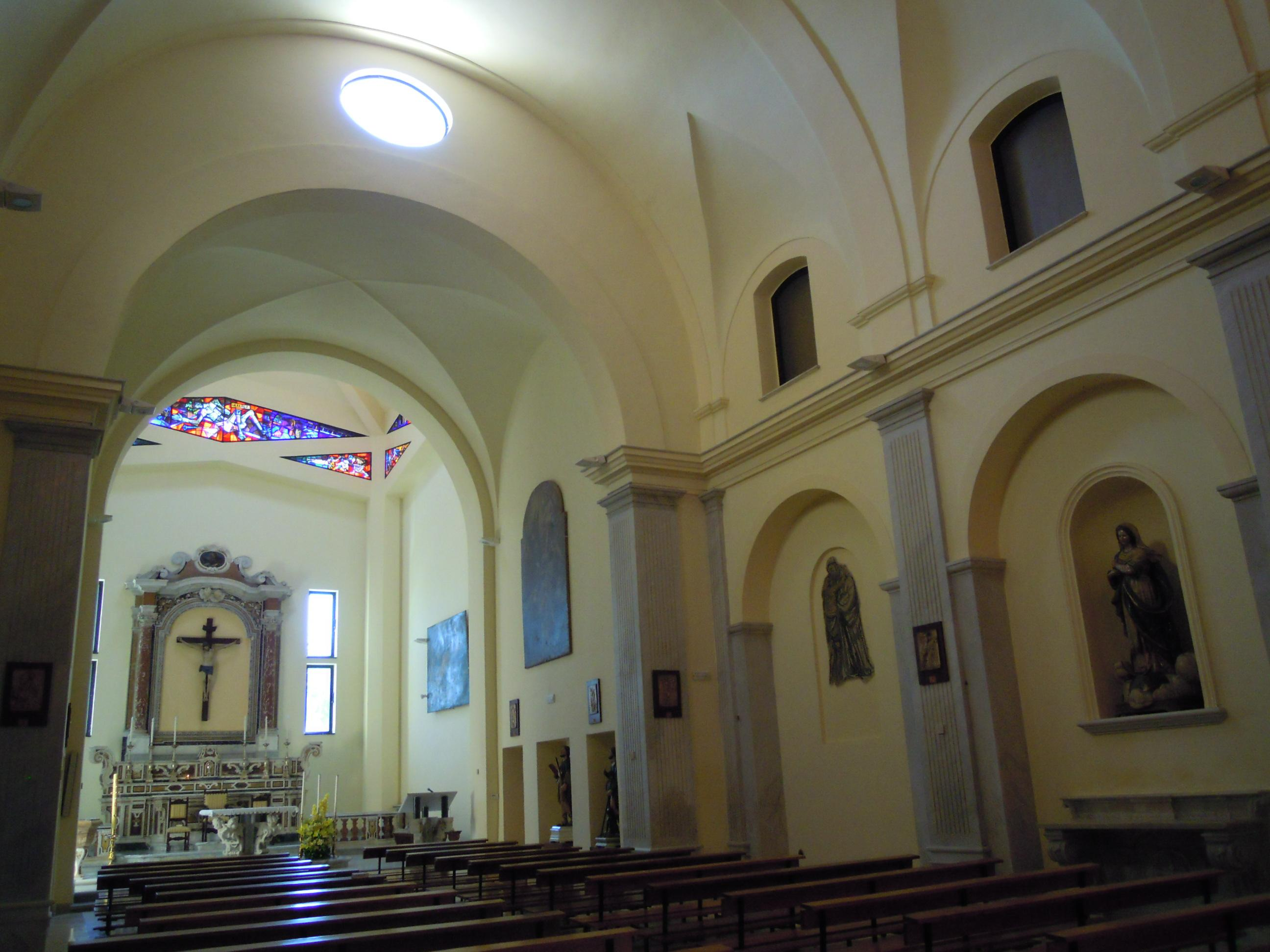
Interno

All'interno la chiesa presenta un'unica navata barocca, coperta con volta a botte lunettata ed illuminata da finestre rettangolari su ambo i lati; lungo di essa, intervallate a lesene scanalate in marmo chiaro messe in opera nel 1993-1995, si aprono otto cappelle laterali poco profonde, delle quali quattro (le due centrali di ogni lato) hanno degli altari in marmo, tre dei quali furono realizzati nel corso degli interventi degli anni 1950 in sostituzione degli originali in scagliola prendendo come modello l'unico antico (il secondo di destra, acquistato prima del 1806 dalla chiesa di Santa Teresa a Formia). La prima cappella a destra è più profonda rispetto alle altre ed è l'ex battistero, con mosaico moderno raffigurante il Battesimo di Gesù, opera di Mario Pagliardini (1964) che per la chiesa di San Giacomo realizzò anche la Via Crucis bronzea. La cappella dirimpetto, invece, presenta un coevo mosaico raffigurante il Calvario, di János Hajnal, che incornicia un moderno crocifisso messo in opera nel 1995. Sul primo altare di sinistra si trova una statua lignea policroma raffigurante San Giuseppe col Bambino, mentre su quello successivo (dotato di un tabernacolo in marmi policromi degli inizi del XVIII secolo) vi è quella del Sacro Cuore di Gesù. Sul primo altare di destra vi è una statua vestita della Madonna Addolorata, portata per le vie della città durante la tradizionale processione della sera del venerdì santo; sul secondo, invece, una statua lignea policroma dell'Immacolata di ambito napoletano, risalente agli inizi del XVIII secolo. Le ultime due cappelle di ciascun lato non hanno altare e accolgono ciascuna un mosaico moderno di János Hajnal raffigurante Gesù Buon Pastore (sinistra) e Dio Padre Misericordioso (destra). In controfacciata, ai lati della bussola d'ingresso si trovano due acquasantiere marmoree barocche provenienti dalla chiesa di Santa Caterina d'Alessandria attribuibili a Domenico Antonio Vaccaro (1705), l'una ornata con la ruota (attributo della martire), l'altra con lo stemma del vescovo di Gaeta José Guerrero de Torres, O.E.S.A. (1693-1720).
Si accede alla nuova abside attraverso l'originaria abside barocca a pianta quadrangolare, coperta con volta a crociera; sulla parete di destra, vi è il dipinto Sacra Conversazione di Santillo Sannini (1695), fino al 1995 sull'altare maggiore; esso raffigura in alto Gesù in trono cui viene presentato dalla Madonna san Francesco d'Assisi, mentre in basso sono rappresentati stanti (da sinistra) sant'Antonio di Padova, san Montano e santa Elisabetta d'Ungheria. Al di sotto del dipinto, entro altrettante nicchie quadrangolari trovano luogo due statue ottocentesche di San Giacomo il Maggiore (a sinistra) e di San Rocco (a destra). In un locale annesso vi è una pregevole acquasantiera in marmi policromi della prima metà del XVIII secolo, già situata nel presbiterio, recante lo stemma della famiglia Albito Piccolomini, proveniente dalla chiesa di Santa Teresa a Formia (dei Carmelitani scalzi) e venduta a quella di San Giacomo immediatamente prima della soppressione degli ordini religiosi del 1806.

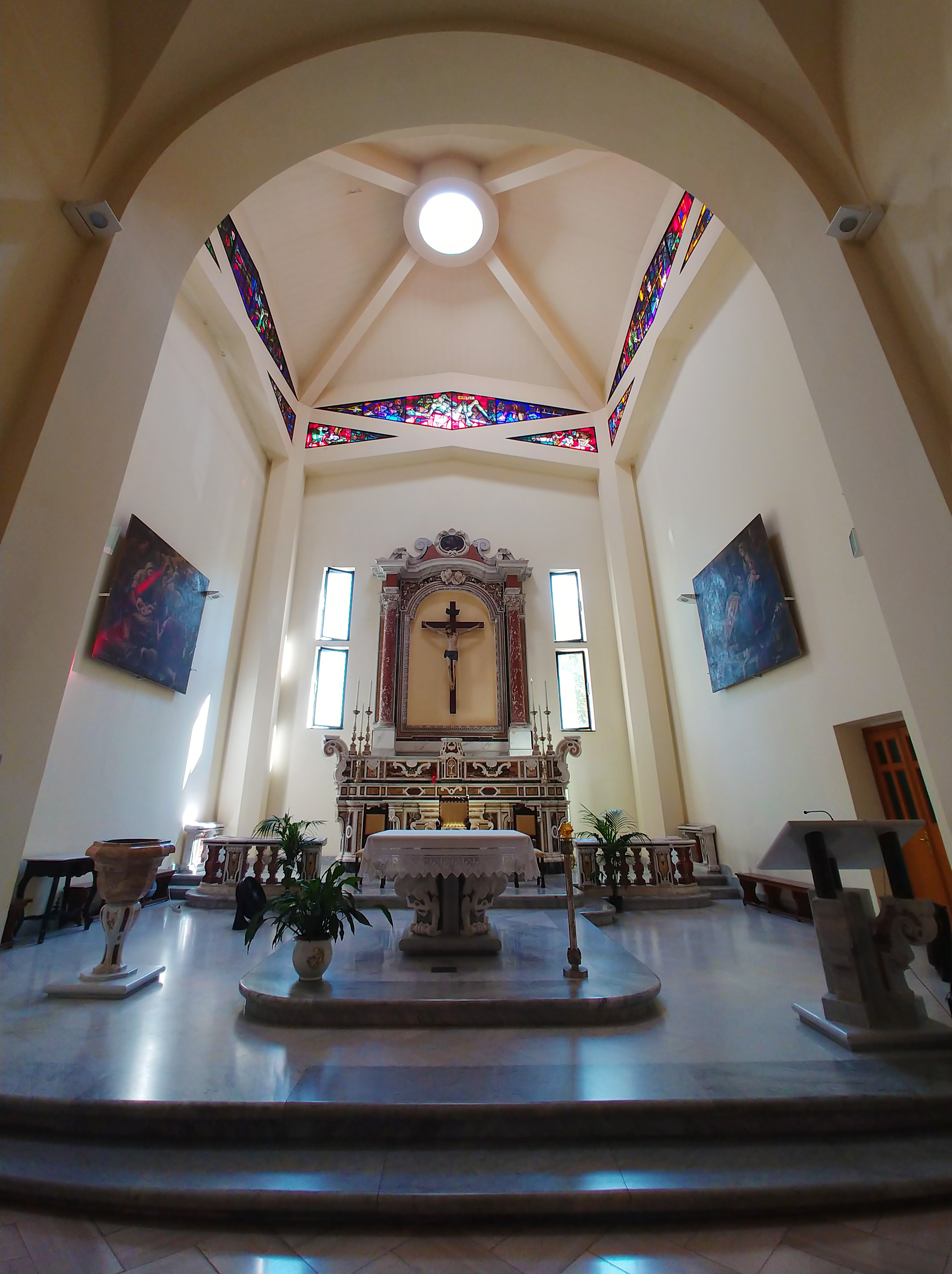
Abside e presbiterio

La moderna abside è a pianta quadrata ed è a sezione maggiore rispetto a quella originaria. Caratterizzata da un rigido geometrismo, presenta membrature aggettanti in calcestruzzo armato (non visibili dall'esterno), intonacate dello stesso colore delle pareti. Nella parte superiore di ciascuno dei quattro lati si aprono delle finestre (una centrale a losanga schiacciata e due minori a triangolo) con vetrate di János Hajnal: mentre quella al di sopra dell'arco d'ingresso è aniconica, le altre rappresentano la Crocifissione di Gesù (sopra l'altare barocco), Gesù vite (a sinistra, in riferimento a Gv 15,1-8) e la Cena di Emmaus (a destra). Al centro della volta, che come all'esterno è ripartita in otto vele triangolari, vi è un lucernario circolare. Sulle pareti laterali trovano luogo due dipinti di Nicola Malinconico raffiguranti l'Adorazione dei pastori (a sinistra) e l'Adorazione dei Magi (a destra), realizzate nel 1699 per la chiesa di Santa Caterina e poi collocate sulle pareti laterali dell'abside barocca di San Giacomo entro cornici in stucco rimosse nel corso dell'ampliamento novecentesco.
Il presbiterio attuale, frutto dei restauri del 1993-1995, occupa interamente l'abside moderna ed è rialzato di alcuni gradini rispetto al resto della chiesa. Al centro vi è l'altare maggiore, la cui mensa è sorretta da quattro angeli capoaltare probabilmente appartenenti agli altari laterali settecenteschi della chiesa di Santa Caterina, portati nel 1810 nelle prime due cappelle laterali di destra della cattedrale dei Santi Erasmo e Marciano e di Santa Maria Assunta; a destra vi è l'ambone che presenta una conformazione analoga, mentre a sinistra è il fonte battesimale barocco. Addossato alla parete di fondo, tra due coppie di finestre rettangolari aperte nell'ambito dei restauri degli anni 1990, vi è l'antico altare maggiore barocco in marmi policromi proveniente dalla chiesa di San Montano, per la quale era stato realizzato nel 1673-1675 circa; esso è cinto dalla coeva balaustra, smembrata in quattro tronconi. L'ancona, incorniciata fra due colonne corinzie lisce, è frutto dell'influsso di Cosimo Fanzago e di Dionisio Lazzari e presenta nella parte superiore degli intarsi floreali; all'interno della cimasa, posta tra due volute, è dipinto Dio Padre che originariamente era in dialogo con la sottostante Sacra Conversazione. Nel 1995 in luogo della pala fu collocato un pregevole Crocifisso ligneo del XVIII secolo, già nella prima cappella di sinistra, proveniente dalla demolita chiesa dei Santi Apostoli.
Presso la pinacoteca del Centro Storico Culturale "Gaeta", situata nel palazzo della Cultura, si trovano alcuni dipinti provenienti dalla chiesa di San Giacomo: San Montano orante (XVII secolo, già nella chiesa omonima), Sant'Andrea con un angelo che indica a Tobia di raccogliere un pesce (seconda metà del XVIII secolo, già nella scomparsa chiesa di Sant'Andrea) e tre tavole, probabilmente in origine un trittico, di Giovanni Filippo Criscuolo raffiguranti la Santissima Trinità (tavola rettangolare centrale), San Pietro e San Paolo (tavole laterali a doppia centina, collocate fino al 1955, dopo lo smembramento del trittico, ai lati dell'altare maggiore); databili al 1530-1535, furono sottoposte ad intervento di restauro conservativo nel 1996 e si presentano lacunose in più punti, ad eccezione di quella con San Pietro che è frutto di pesanti ridipinture.

### Organo a canne

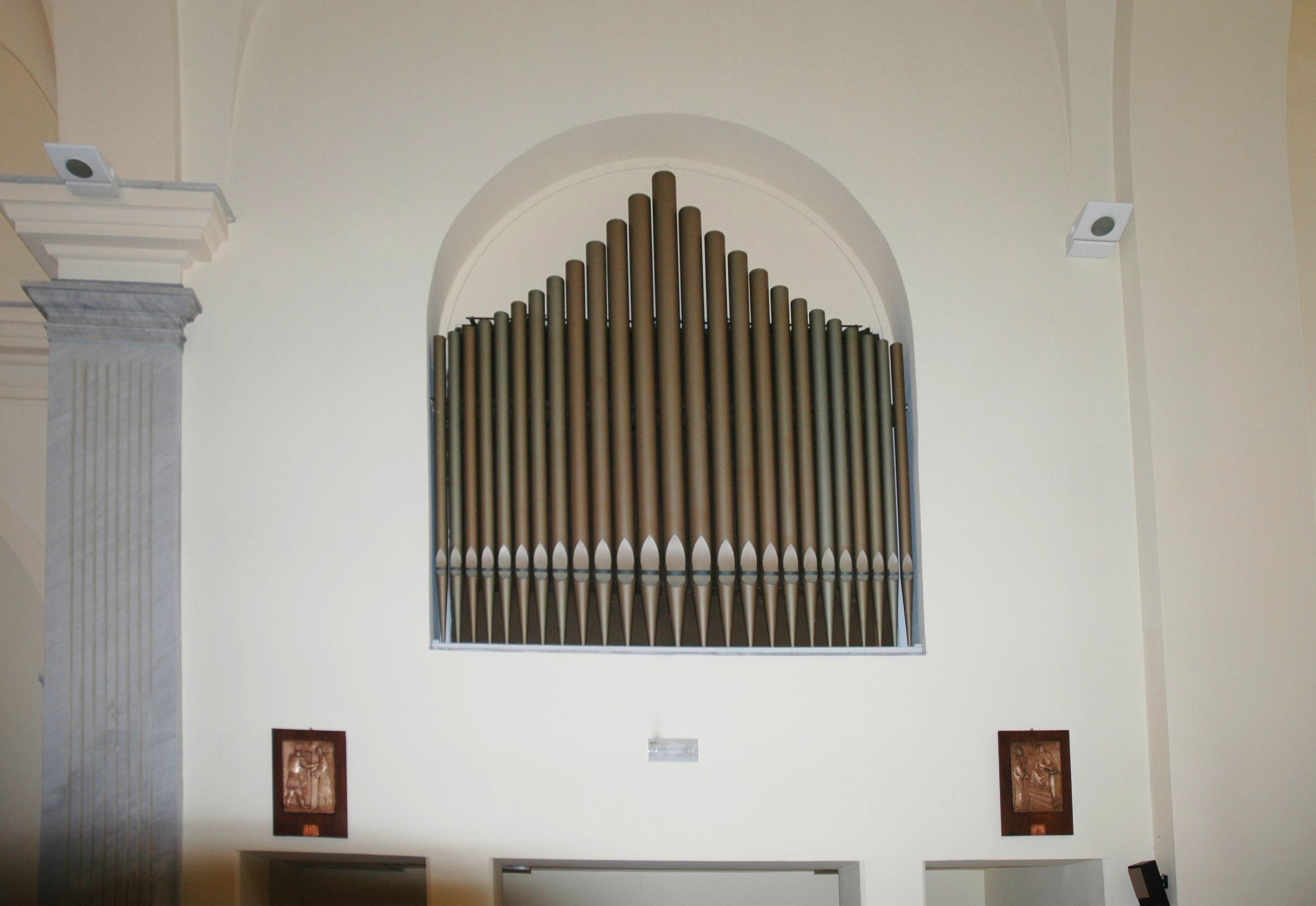
L'organo a canne

Sulla parete sinistra dell'antica abside, entro l'apposita cella organaria ad arco a tutto sesto realizzata nel corso dell'ampliamento degli anni 1950, vi è l'organo a canne Mascioni opus 873, costruito nel 1965 e dalla stessa ditta restaurato nel 1996.
Lo strumento è a trasmissione elettrica con sistema multiplo ed è integralmente racchiuso entro cassa espressiva; davanti alla griglia vi è una mostra composta da 25 canne di principale con bocche a mitria, vere ma non funzionanti. Dispone di 20 registri dei quali 6 reali. La consolle, mobile indipendente, era originariamente situata nella nuova abside, sul lato destro; successivamente spostata nella navata davanti alla quarta cappella di destra, ora si trova nel vano sottostante il corpo fonico. Essa ha due tastiere e pedaliera, con i registri azionati da placchette a bilico disposte in unica fila al di sopra del secondo manuale.

## Galleria d'immagini

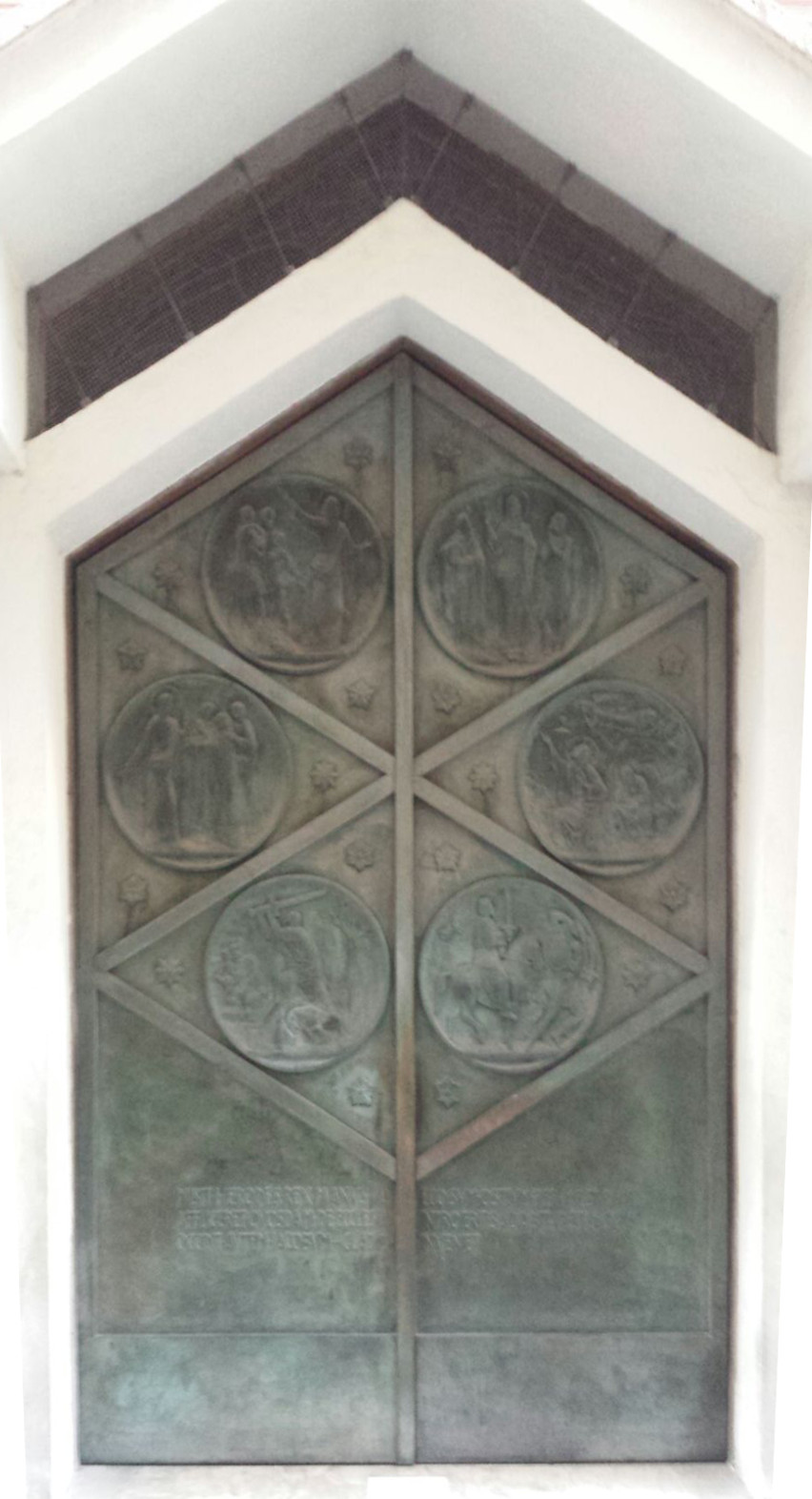
Portale
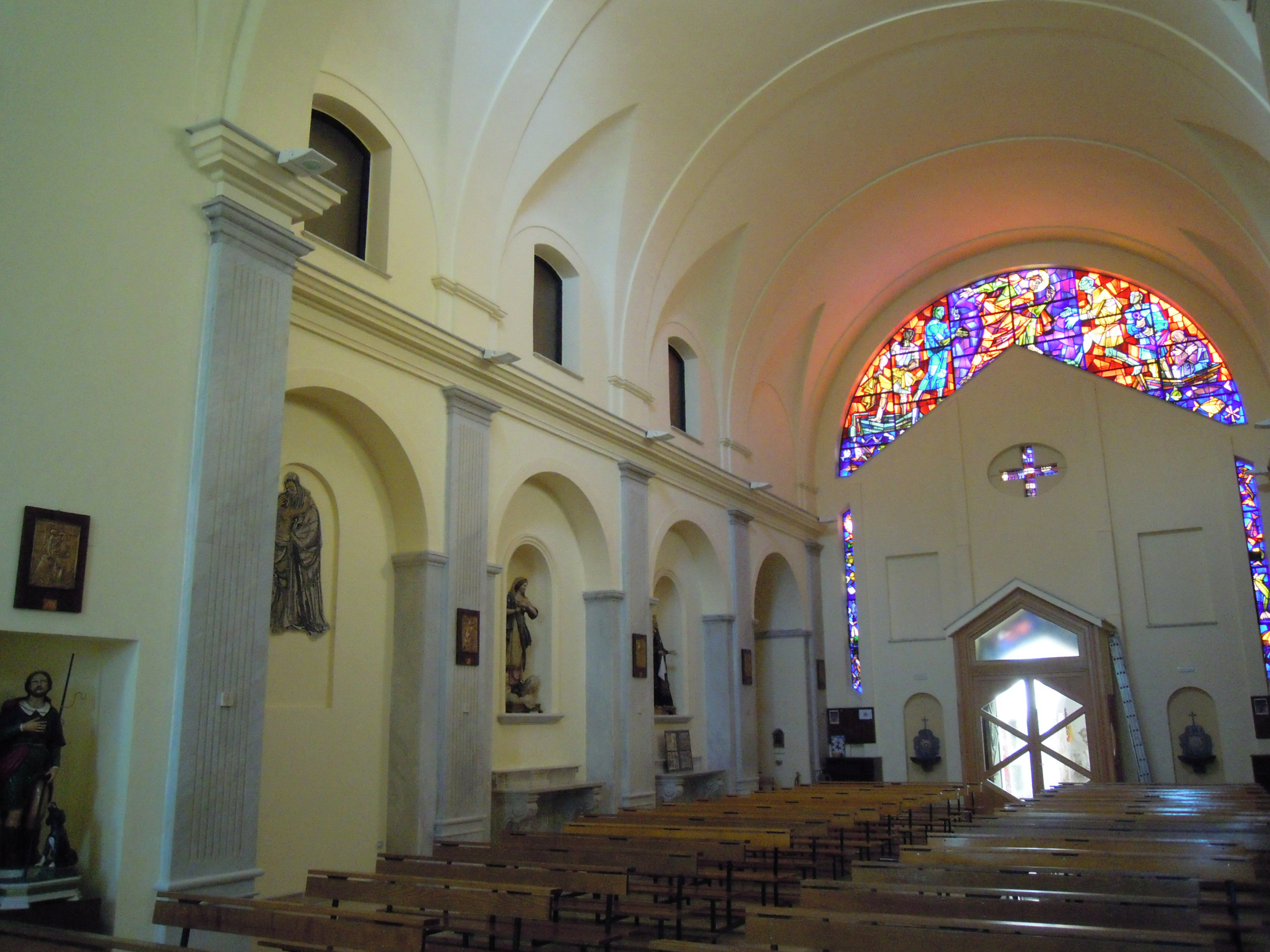
Interno verso la controfacciata
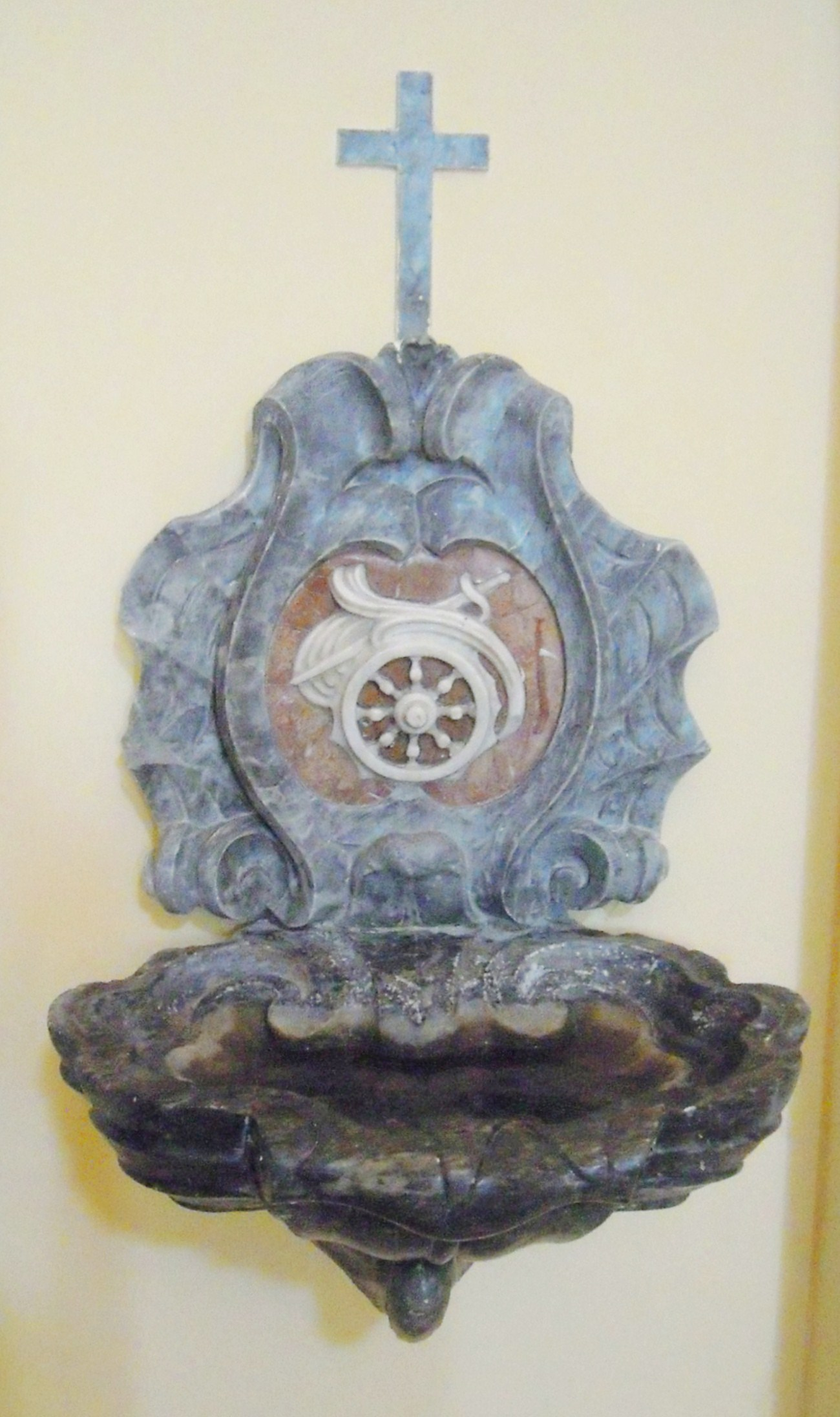
Acquasantiera con i simboli di santa Caterina
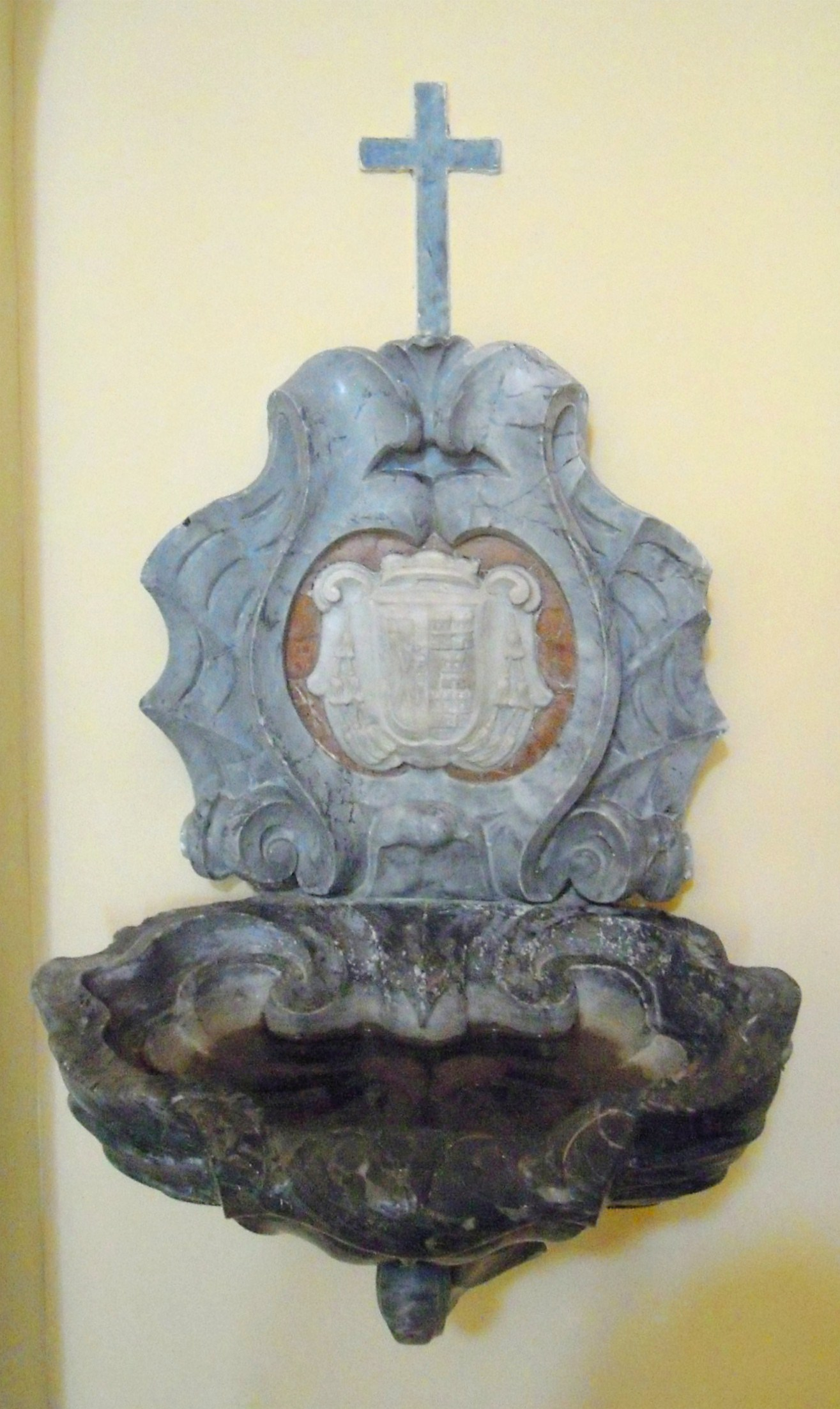
Acquasantiera con lo stemma di José Guerrero de Torres
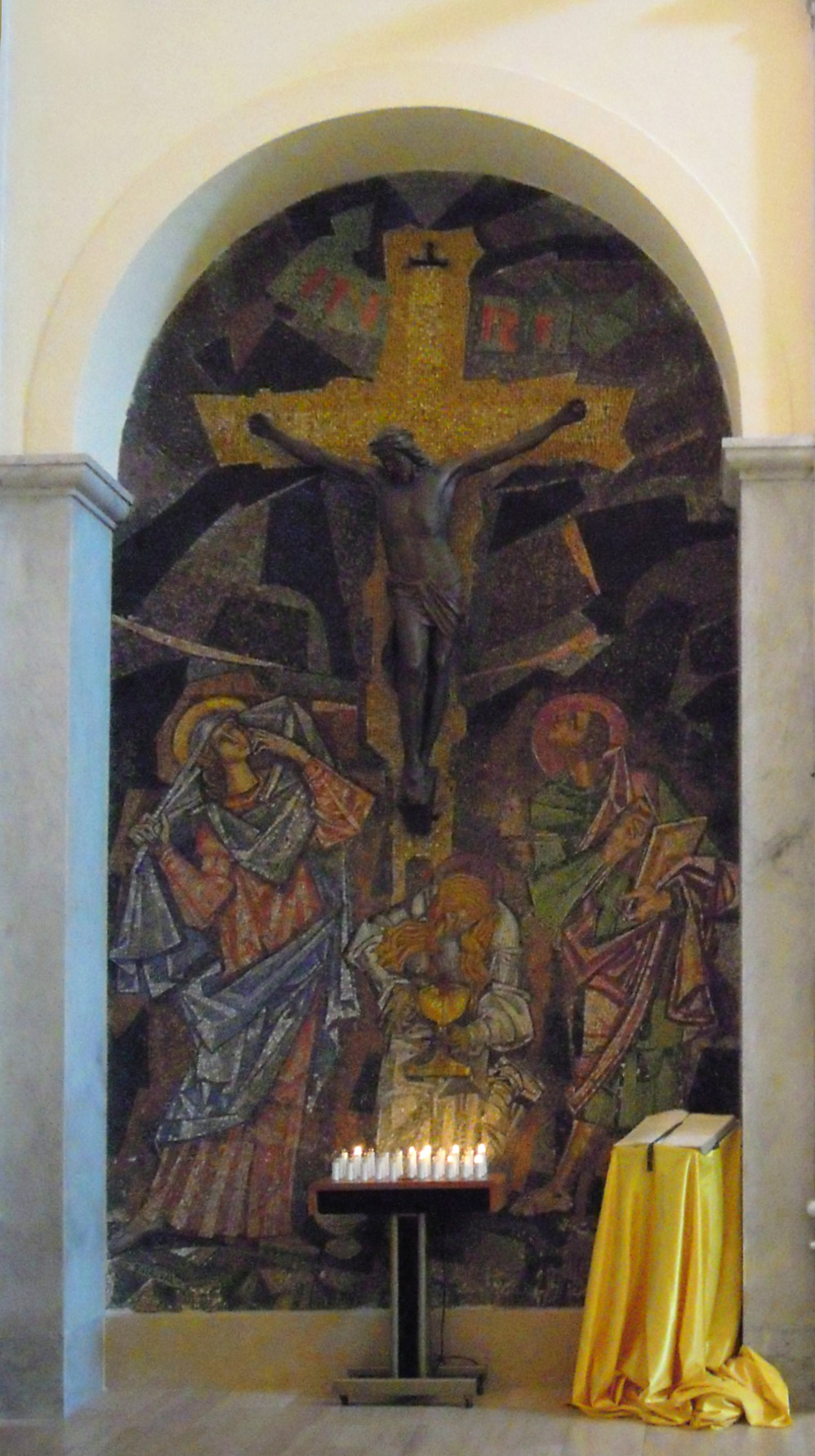
Calvario di János Hajnal
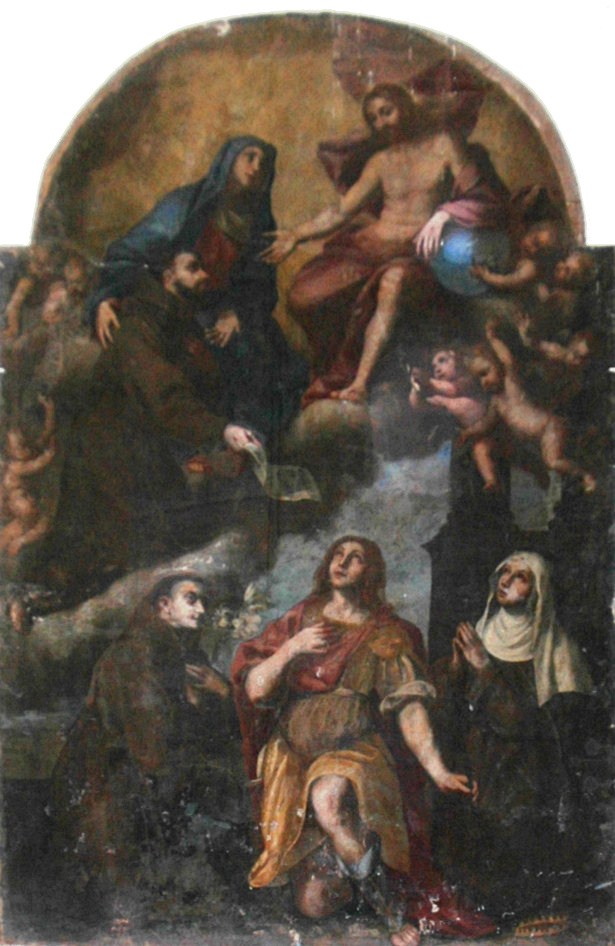
Sacra Conversazione di Santillo Sannini
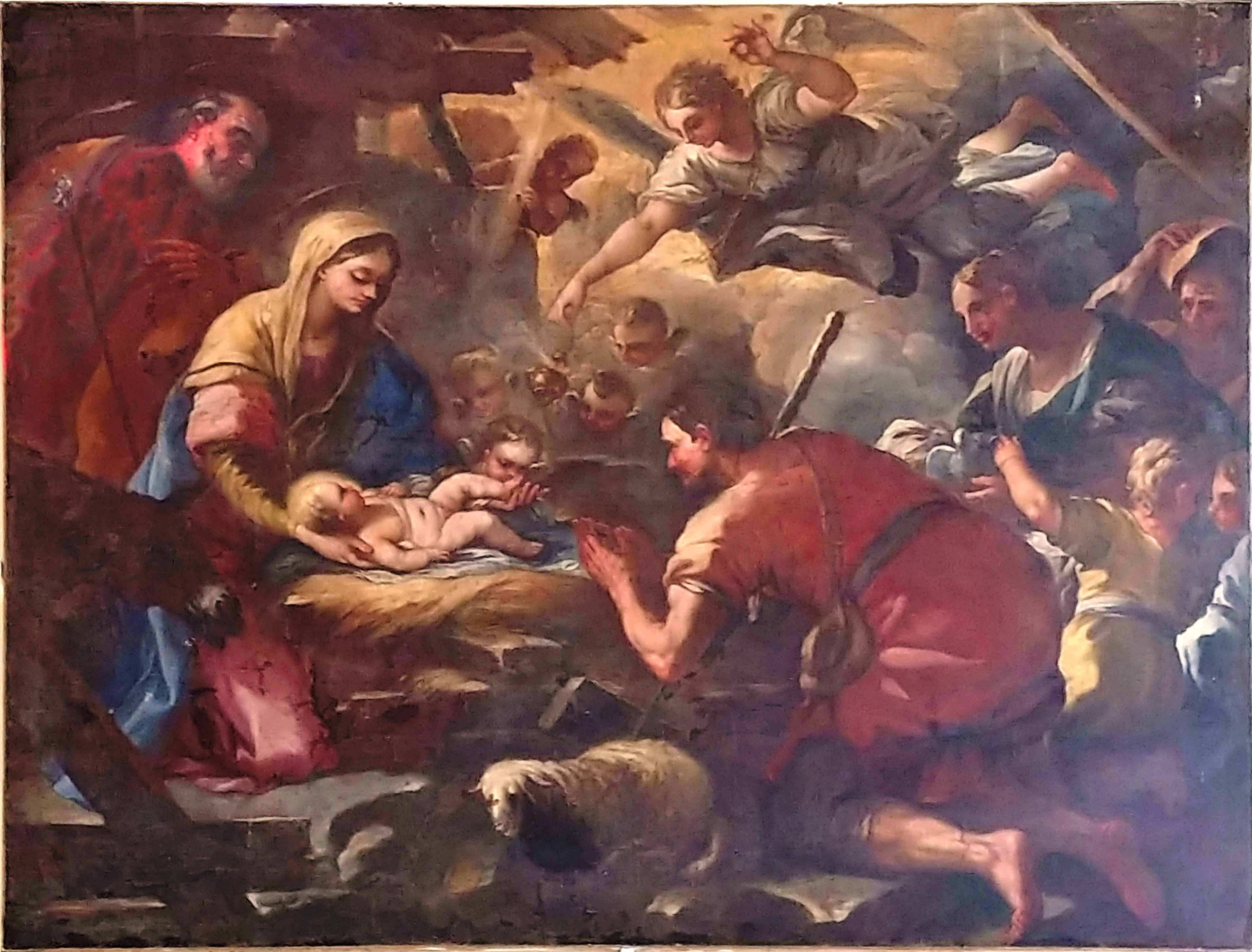
Adorazione dei pastori di Nicola Malinconico
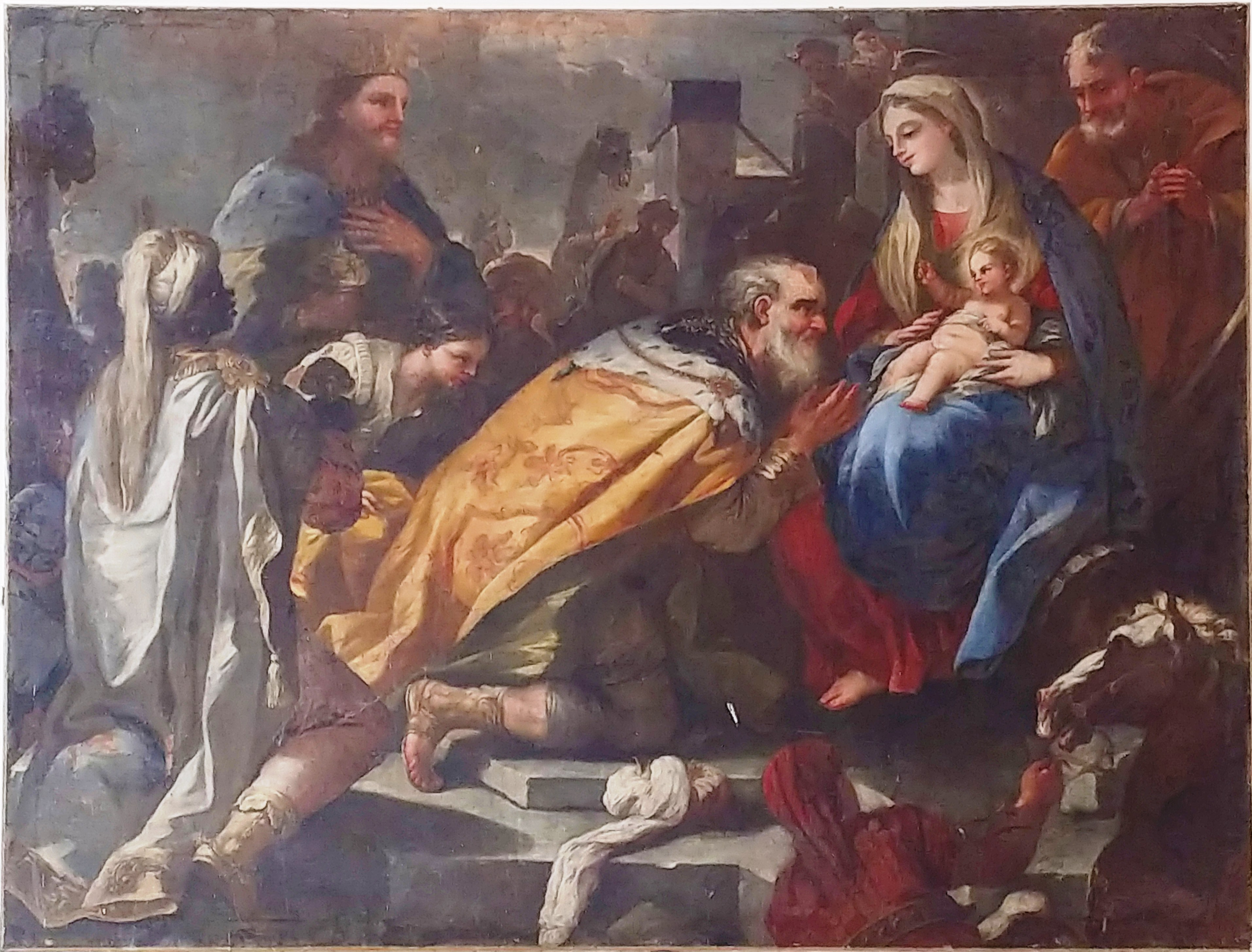
Adorazione dei Magi di Nicola Malinconico